# Bojoura
Bojoura, de artiestennaam van Rajna Gerardina Bojoura Cleuver-van Melzen, (Den Haag, 15 april 1947) is een folk- en popzangeres, die eind jaren 60 en in de jaren 70 van de twintigste eeuw haar grootste successen behaalde.

## Biografie
De moeder van Bojoura is de Bulgaarse sopraan Dani Zonewa. De naam Bojoura komt van het Bulgaarse woord voor pioenroos: божур. Omdat de naam in Nederland niet voorkomt, moest haar vader naar het Bulgaarse consulaat in Brussel om te bewijzen dat het een bestaande naam is. Zonewa instigeerde haar tot het volgen van muzieklessen aan het Koninklijk Conservatorium (Den Haag). Tevens volgde ze lessen aan de Kleinkunstacademie (Amsterdam) en de door Zonewa opgerichte Academie voor Podiumvorming (Den Haag). Haar vader was Nederlander.
Ze begon haar loopbaan als zangeres van liedjes geschreven door George Kooymans (haar ontdekker) van The Golden Earrings. Hij had zangles gekregen van de moeder van Bojoura. Zij had in die tijd het uiterlijk van een hippie. Haar optreden in het door Willem Duys gepresenteerde Voor de vuist weg was geen succes, doordat zij, in tegenstelling tot haar studio-optredens met live muziek, bij een geluidsband moest gaan zingen. Ze trouwde met Hans Cleuver, destijds drummer bij Focus, en stopte een poosje met zingen. Onder leiding van Thijs van Leer en Ruud Jacobs probeerde ze (na een tijdje actief te zijn geweest met binnenhuisarchitectuur) de draad weer op te pakken. Ze maakte een aantal singles en lp's en had een hit met The Letter. Ook presenteerde zij in 1967-1968 het AVRO-tv-programma 'Vjoew', dat zich richtte op jongeren, waarin ze gasten ontving, zoals The Supremes, Truman Capote, Sandie Shaw en Julie Driscoll. In de zomer van 1968 werd ze uitgenodigd Nederland te vertegenwoordigen op het “Festival Orphée d’Or” in Burgas, Bulgarije. In 1969 bereikte haar uitvoering van 'Frank Mills' uit de musical 'Hair' de 8e plaats in de Veronica Top 40.  
Toen The Beatles begonnen met het Apple-label, was er contact met Paul McCartney over een mogelijk platencontract. Later bleek dat hij gekozen had om met Mary Hopkin in zee te gaan. Andere invloedrijke mensen in haar carrière waren o.a. Freddy Haayen en Willem van Kooten, die haar zowel promootten als beperkten: ze moest een beetje mysterieus blijven. In 1969 werd ze in de Muziek Expres benoemd tot beste zangeres van Nederland, maar ze voelde dat ze eigenlijk nergens bij hoorde en de overige popmuziek vond dat ook wel, omdat de lijst met vrouwelijke artiesten toen nog niet zo lang was. 'De Nederlandse Marianne Faithfull – Marianne Trouwvol' werd ze genoemd in het blad Hitweek.
Na haar zangcarrière heeft zij eerst haar voornaamste zorg aan het gezin besteed. Toen de kinderen (twee dochters en een zoon) opgegroeid waren, maakte zij in 1991 haar gymnasiumopleiding af en is zij gaan studeren; zij heeft meerdere universitaire studies afgerond in o.a. Engels (1999) en Russisch. Na het behalen van deze masters geeft zij les in het voortgezet onderwijs.

## Discografie

### Albums
| Album met eventuele hitnotering(en) in de Nederlandse Album Top 100 | Datum van verschijnen | Datum van binnenkomst | Hoogste positie | Aantal weken | Opmerkingen                                                       |
| ------------------------------------------------------------------- | --------------------- | --------------------- | --------------- | ------------ | ----------------------------------------------------------------- |
| Kunst voor Kinderen                                                 | 1967                  | -                     | -               | -            | Verzamelalbum voor Terre des Hommes, bijdrage Bojoura: Rose d'Eau |
| Night Flight, Night Sight                                           | 1968                  | -                     | -               | -            |                                                                   |
| The Beauty of Bojoura                                               | 1970                  | -                     | -               | -            |                                                                   |
| De Beste van Bojoura (The Best of Bojoura)                          | 1972                  | -                     | -               | -            | Verzamelalbum                                                     |
| Jesus Christ Superstar / Godspell                                   | 1972                  | -                     | -               | -            |                                                                   |
| Everybody's Day                                                     | 2001                  | -                     | -               | -            | Verzamelalbum                                                     |
| Night Flight, Night Sight                                           | 2010                  | -                     | -               | -            | Heruitgave album 'Night Flight, Night Sight' + 2 bonustracks      |
| The Golden Years of Dutch Pop Music                                 | 03-02-2017            | 11-02-2017            | 55              | 1            | Verzamelalbum                                                     |

### Singles
| Single met eventuele hitnotering(en) in de Nederlandse Top 40 | Datum van verschijnen | Datum van binnenkomst | Hoogste positie | Aantal weken | Opmerkingen                                                        |
| ------------------------------------------------------------- | --------------------- | --------------------- | --------------- | ------------ | ------------------------------------------------------------------ |
| Everybody’s Day                                               | 1967                  | 10-06-1967            | 18              | 6            | B-kant: Faceless Sorrow                                            |
| Dream Man                                                     | 1967                  | 16-09-1967            | 34              | 3            | B-kant: Looking for That Land                                      |
| Circus Will Be In Town In Time                                | 1968                  | 04-05-1968            | 32              | 2            | B-kant: Treat Me                                                   |
| Frank Mills                                                   | 1969                  | 15-02-1969            | 8               | 7            | Nr. 7 in de Single Top 100 / B-kant: Looking for That Land (Pt. 2) |
| If It’s Tuesday, This Must Be Belgium                         | 1969                  | 20-09-1969            | 35              | 3            | B-kant: In the Corner of My Life                                   |
| Black Sheep Child                                             | 1971                  | -                     | -               | -            | B-kant: Comes a Time                                               |
| Everything Is Allright                                        | 1971                  | -                     | tip 9           | -            | B-kant: I Don’t Know How to Love Him                               |
| Once Upon A Time                                              | 1971                  | -                     | -               | -            | B-kant: For All We Know                                            |
| Allentown Jail                                                | 1972                  | -                     | tip 24          | -            | B-kant: Talking in Your Sleep                                      |
| All Good Gifts                                                | 1972                  | -                     | -               | -            | B-kant: Day By Day & By My Side (met The Buffoons)                 |
| What Is Love                                                  | 1973                  | -                     | tip 13          | -            | B-kant: Another Day                                                |
| The Letter                                                    | 1974                  | 16-02-1974            | 16              | 5            | Nr. 14 in de Single Top 100 / B-kant: Joe                          |
| Thank You for Calling                                         | 1974                  | -                     | -               | -            | B-kant: No Ceas Triste                                             |
| Another Suitcase in Another Hall                              | 1977                  | -                     | -               | -            | B-kant: Butterfly                                                  |
| Hard Times                                                    | 1979                  | -                     | -               | -            | B-kant: Living Together                                            |

### NPO Radio 2 Top 2000
| Nummer met noteringen in de NPO Radio 2 Top 2000 | '99  | '00  | '01 | '02  | '03-'06 | '07  |
| ------------------------------------------------ | ---- | ---- | --- | ---- | ------- | ---- |
| Frank Mills                                      | 1483 | 1490 | -   | 1512 | -       | 1990 |

1. ↑  Een '-' betekent dat het nummer niet was genoteerd en een vetgedrukt getal geeft de hoogste notering aan.
2. ↑  Deze tabel is bijgewerkt tot en met de meest recente editie (2024).